# Phrurotimpus alarius
Phrurotimpus alarius är en spindelart som först beskrevs av Nicholas Marcellus Hentz 1847.
Phrurotimpus alarius ingår i släktet Phrurotimpus och familjen flinkspindlar. Utöver nominatformen finns också underarten Phrurotimpus alarius tejanus.